# Neila (Burgos)
Neila ist ein nordspanischer Ort und eine zur bevölkerungsarmen Region der Serranía Celtibérica gehörende Gemeinde (municipio) mit nur noch 119 Einwohnern (Stand: 2024) im Osten der Provinz Burgos in der Autonomen Gemeinschaft Kastilien-León.

## Lage und Klima
Der Ort Neila liegt im Quellgebiet des Río Neila, einem Nebenfluss des Río Najerilla, auf der südwestlichen Seite der Sierra de la Demanda in einer Höhe von etwa 1000 m. Die Stadt Burgos befindet sich ca. 65 km (Fahrtstrecke) in nordwestlicher Richtung; bis nach Soria sind es knapp 80 km in südöstlicher Richtung. Das Klima im Winter ist oft rau, im Sommer dagegen meist gemäßigt und warm; Regen (ca. 590 mm/Jahr) fällt überwiegend im Winterhalbjahr.

## Bevölkerungsentwicklung
| Jahr      | 1857 | 1900 | 1950 | 2000 | 2018 |
| Einwohner | 653  | 497  | 465  | 233  | 158  |

Die Mechanisierung der Landwirtschaft und die Aufgabe bäuerlicher Kleinbetriebe führten seit den 1950er Jahren zu einem Mangel an Arbeitsplätzen und zu einem deutlichen Rückgang der Einwohnerzahlen (Landflucht).

## Wirtschaft
In früheren Zeiten wurde die Gegend als Sommerweide genutzt; erst allmählich blieben einige Menschen dauerhaft. Neila war jahrhundertelang ein abgelegenes und sich selbst versorgendes Bergdorf. Die Viehzucht und damit die Produktion von Käse, Trockenfleisch und Wolle spielten die wichtigsten Rollen im Wirtschaftsleben der Gemeinde. Die Feldarbeit wird heute von nur wenigen Bauern verrichtet; einige Häuser werden im Sommer als Ferienwohnungen (casas rurales) vermietet.

## Geschichte
Aus keltischer, römischer, westgotischer und islamischer Zeit wurden bislang keine Zeugnisse gefunden. Im 8. und frühen 9. Jahrhundert befand sich die Gegend unter islamischem Einfluss, doch wurde das Gebiet wegen des ungewohnt rauen und regnerischen Klimas von den Berbern weder dauerhaft besiedelt noch verteidigt. Ende des 9. Jahrhunderts erhielt der kastilische Graf Diego Rodríguez Porcelos von König Alfons III. von Asturien den Auftrag zur Wiederbesiedlung (repoblación) des entvölkerten Landes. Im Jahr 1044 wird der Ortsname erstmals urkundlich erwähnt. Vom 11. bis zum 14. Jahrhundert gehörte der Ort zum Gemeindeverband Alfoz de Lara und erlebte eine Blütezeit. Von 1822 bis 1833 gehörten die Stadt und ihr Umland zur Provinz Logroño.

## Sehenswürdigkeiten

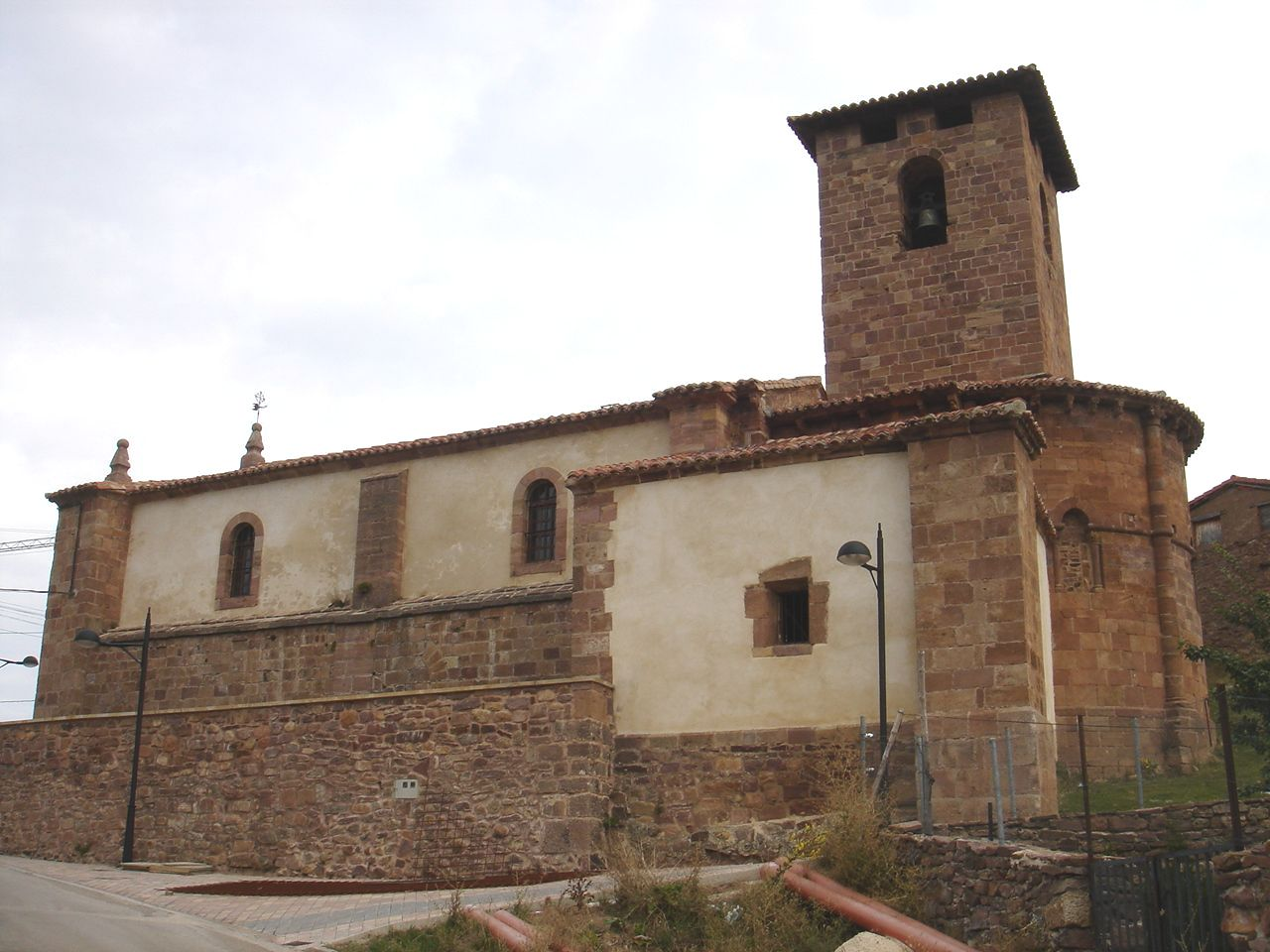
Neila – Iglesia de San Miguel

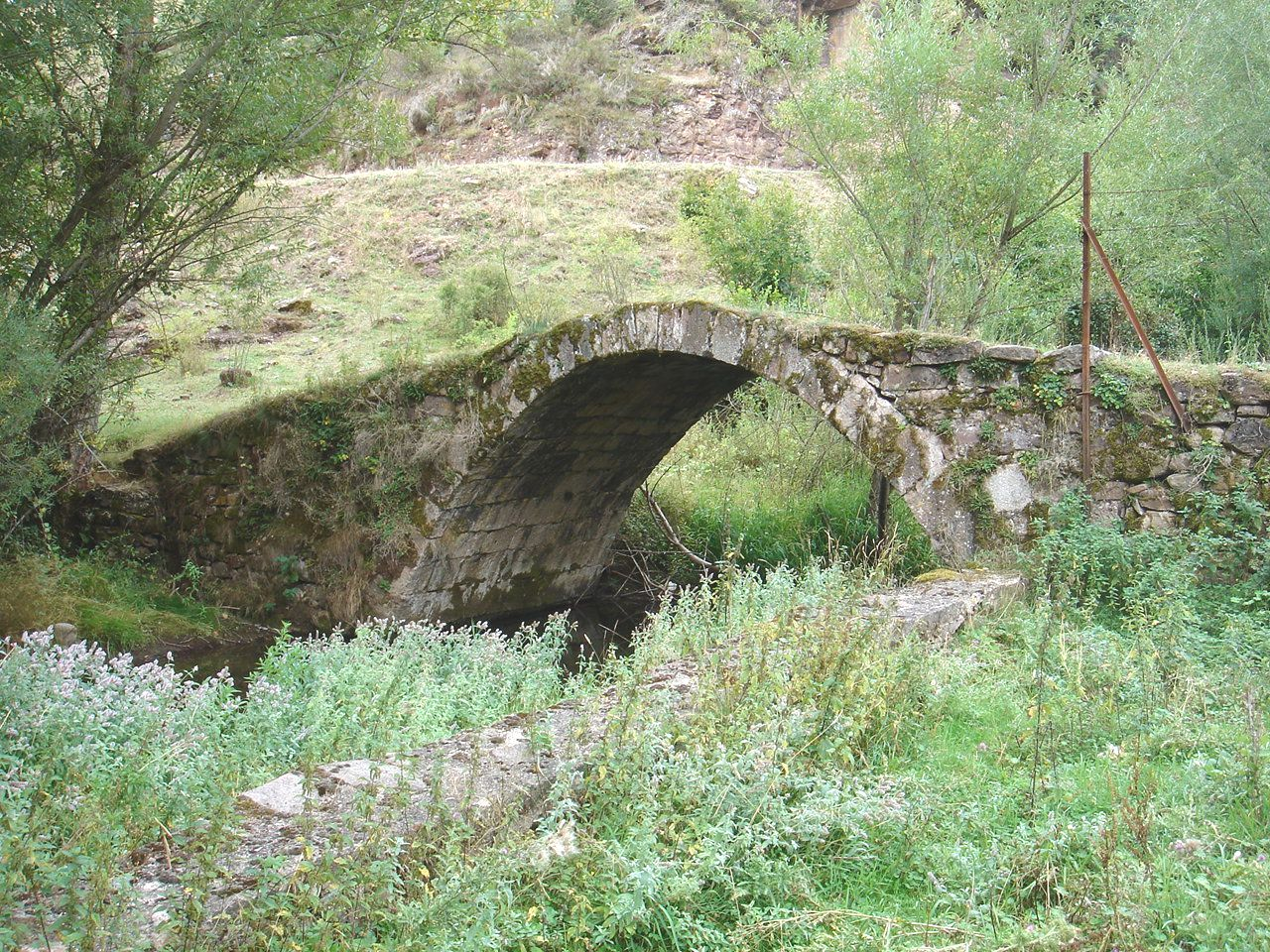
„Römerbrücke“ (puente romano)

- Die Iglesia de San Miguel hat noch eine romanische Apsis mit einem reich dekorierten Fenster; dagegen wurde das Kirchenschiff (nave) zu Beginn des 20. Jahrhunderts modernisiert. Auch die oberen Teile des Glockenturms (campanario) wurden erneuert. Die unterschiedlichen Bauphasen zeigen sich auch im Innern der Kirche – während das Kirchenschiff schmucklos geblieben ist, finden sich in der Apsiskalotte noch gotische Freskenreste und auch die Kapitelle verdienen Beachtung. Der reich reliefierte romanische Taufstein (pila bautismal) stammt noch vom Vorgängerbau.[5][6]
- Auch die Iglesia de Santa María hat einen romanischen Ursprung, doch wurde sie im 14. Jahrhundert nahezu komplett im gotischen Zeitgeschmack neu gebaut; der Portalvorbau (portico) wurde später hinzugefügt. Beachtenswert im Innern sind die in den Ecken heruntergezogenen Rippengewölbe. Aus dem Vorgängerbau stammt noch der reich verzierte romanische Taufstein, doch bestimmt der barocke vergoldete Altarretabel das Innere der Kirche.[7]
- Auf dem Hauptplatz steht eine Gerichtssäule (rollo oder picota) – ein Zeichen der Rechtsunabhängigkeit und der Stadtfreiheit.
- Viele Häuser des Ortes sind aus Naturstein errichtet; einige tragen steinerne Wappenschilde.

Umgebung
- In der eindrucksvollen Höhle Cueva de Neila entspringt der Río Neila.
- Zwei einbogige mittelalterliche Brücken überqueren den Río Neila; sie dienten auch den Viehherden als Überquerungshilfe.
- Gut 5 km südwestlich des Ortes befindet sich eine Gruppe von sechs kleinen Seen (Lagunas Altas), die allesamt Überbleibsel eiszeitlicher Gletscher sind.